# 土居清良
土居 清良（どい きよよし）は、戦国時代から江戸時代前期にかけての武将。伊予国大森城主。江戸時代に西園寺十五将に数えられた1人。

## 生涯
天文15年（1546年）、土居清晴の子として伊予宇和郡三間に生まれる。幼名は、虎松（とらまつ）。
永禄3年（1560年）10月6日、大友氏の侵攻によって、祖父・土居清宗や父は伊予石城で戦死し、一家は没落し、15歳の清良は、
土佐一条氏の御一門筆頭で筆頭家老の土居宗珊との義兄弟の縁の下、土佐一条氏の被官となる。土居宗珊の義兄弟である為、格別の客分の身分にて迎えられたと伝わる。
この頃、後の河後森城主となる土佐一条氏の御一門の渡辺教忠（東小路教忠）と共に過ごしている。数々の功績により伊予帰還を認められ、伊予大森城主として三間3村、約2千石の領主となる。
一条氏から離れた後は伊予西園寺氏に属し、大友氏、一条氏、長宗我部氏の侵入を防いだ。毛利氏の援軍として、中国地方各地を転戦し、名を上げたという。当時の四国勢としては珍しく、配下の者全員に鉄砲を装備させており、総勢300名程度の小軍でありながら、圧倒的な戦力であったとされる。『清良記』によれば、天正9年（1581年）5月には長宗我部氏の大軍を岡本城に迎え撃ち、知略をもって長宗我部元親の家老・久武親信を討ち取る戦功を上げている。
天正15年（1587年）、四国攻めの際に小早川隆景に所領を安堵されたが、小早川氏の九州転封に伴い、下野する。伊予宇和郡に戸田勝隆が封じられ、浅野長吉による検地が行われると一揆が発生したため、勝隆の求めに応じて清良も鎮撫にあたった。この一揆の背後に旧主・西園寺氏の使嗾があったと疑った勝隆は西園寺公広らを謀殺した。西園寺氏旧臣たちには仕官の誘いがあり、清良と並ぶ西園寺氏重臣・法華津前延は200石でこれを受け、清良は1000石で誘われたがこれを断った。その後、藤堂高虎からも仕官の誘いがあったが断り隠棲した。
寛永6年（1629年）3月24日、清良は死去した。享年84。

## 没後
承応2年（1653年）、三間郷の三嶋神社の神主・土居水也によって『清良記』（せいりょうき）が著された。没後33年に当たる寛文元年（1661年）には、土居家の末裔や旧家臣の申請によって寛文年間に京都の神祇副吉田家より「清良明神」の神号免状を得、清良神社に祀られた。今も郷土の人々の追慕を集めている。
約200年間、迫目村の宝樹山妙覚寺が土居家の香華院であったが、享和3年（1803年）に清良の末裔・土居与兵衛が土居中村の牛河山竜泉寺を再建し、廟所が当寺に移っている。

## 日本最古の農書
永禄7年（1564年）正月、土居清良は領内の農巧者である元武士の松浦宗案を城に呼び出し、宗案が提出した答申書とそれを補足する問答が『清良記』第7巻に含まれる「親民鑑月集」として収録されている。清良が農業を重視したとされるこの伝承は現在も口伝えされ、三間の人々は清良神社に対し篤い尊崇を持ち続けている。
ただし現在はその記述内容から、江戸時代の土居氏子孫による空想や過大評価が加わった上で改竄された『清良記』自体が、そもそも史料としての価値は薄いとされており、同項に登場する松浦宗案の実在すらも疑わしい、とされている。同時に、前述の中国地方を転戦した、などの経歴も疑わしいものとなっており、清良の経歴にはさらなる資料による再検証が必要である。

## 関連書籍
- 土居水也著、松浦郁郎校訂『清良記』（佐川印刷、1975年。1976再版（全巻活字化本））
- 松浦郁郎・徳永光俊 現代語訳校注解題『日本農書全集・清良記』（農文協、1980年）
- 岡本文良著、加藤英夫画『土のさむらい』（くもん出版、1996年） ISBN 4774300934
- 永井義瑩『近世農書『清良記』巻七の研究』（清文堂、2003年） ISBN 4792405300
- 伏見元嘉「『清良記』の傍証研究ー将棋からのアプローチ」（『伊予史談』第321号、2001年）
- 伏見元嘉「『清良記』の改編者と成立過程」（『伊予史談』第326号、2002年）
- 伏見元嘉「軍記物『清良記』の解釈」（『伊予史談』第336号、2005年）
- 石野弥栄「『清良記』の成立と素材について」（『伊予史談』第339号、2005年）